# تامارا گوا
تامارا گوا (روسی: Тамара Гева؛ ۱۷ مارس ۱۹۰۷ – ۹ دسامبر ۱۹۹۷) رقصنده باله، بازیگر، طراح رقص، هنرمند، و بازیگر سینما اهل ایالات متحده آمریکا و شوروی بود.او دختر لوکو گورگایف و اولین همسر جورج بالانچین رقصنده و طراح رقص باله بود